# Capilla del Santo Niño del Remedio
La Capilla del Santo Niño del Remedio es un templo de culto católico situado en el n.º 6 de la calle de los Donados de Madrid (España). Se edificó en 1917 sobre la iglesia del hospital de Santa Catalina de los Donados, junto a Arenal. En su interior se encuentra la talla conocida como Santo Niño del Remedio. A comienzos del siglo XX la capilla se encontraba repleta de ex-votos milagreros.

## Origen de la imagen del Santo Niño del Remedio
El 7 de agosto de 1897, Pedro Martín Marrazuela, dueño de un taller de encuadernación en la Costanilla de los Ángeles nº 4, compró la imagen a una señora que se marchaba a Cuba y se desprendía de sus enseres. Al parecer había sido un amigo del encuadernador quien le convenciera de la compra de tal imagen y le prestara el dinero. Con el Niño le entregaron una coronita de espinas que pendía de una mano, tres potencias de hojalata como signo de divinidad y una banda de seda de color granate bordada con hilo de oro. El encuadernador, viudo con dos hijas -camareras de la Virgen del Olvido que se veneraba en la iglesia de San Francisco el Grande-, solicitaron al rector de la cercana iglesia de Santa Catalina de los Donados consejo para a elegir la advocación para tal imagen, que resultó la del Remedio.[cita requerida]

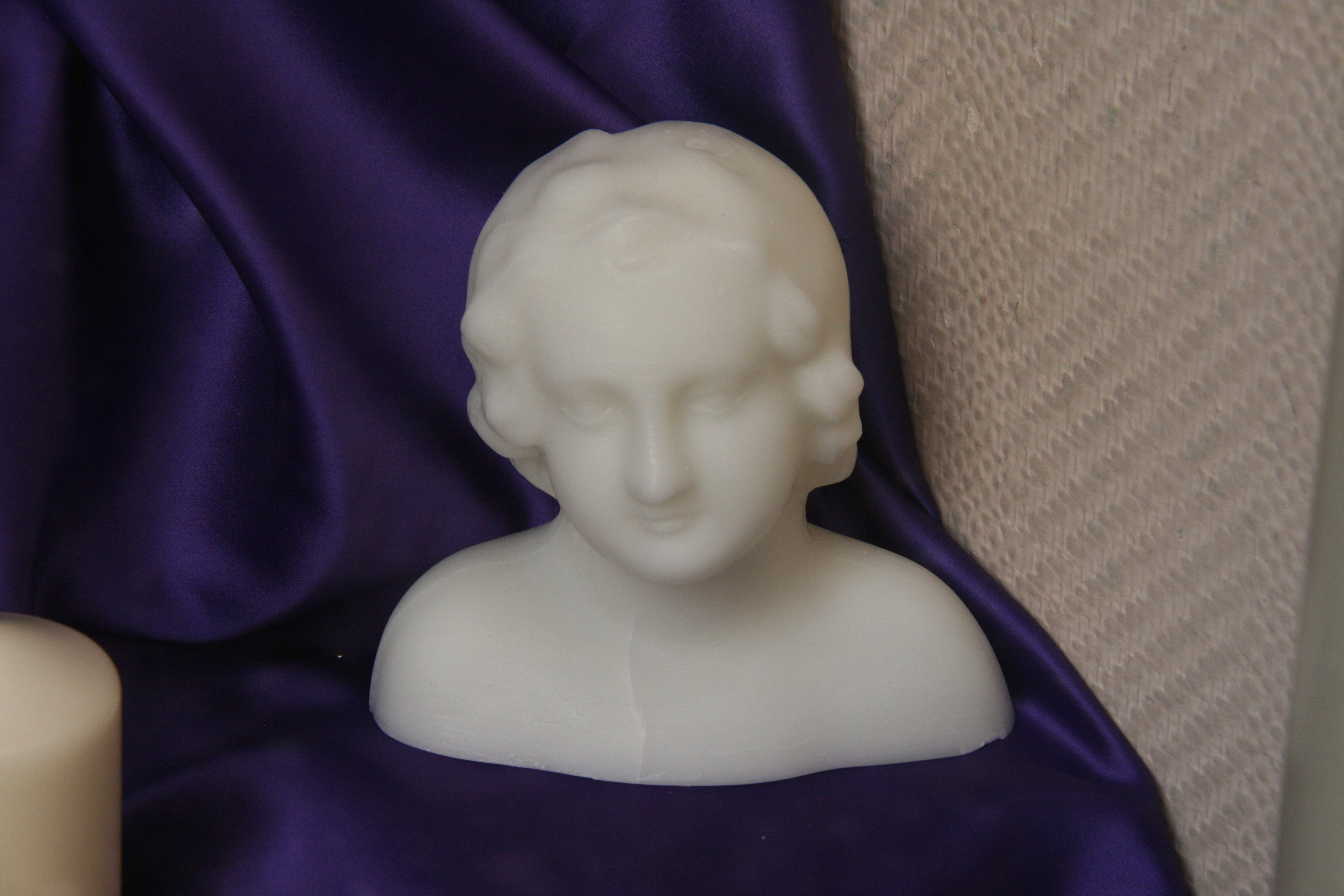
Exvoto de cera

Su fiesta se celebra el 13 de enero, dado que antes del Concilio Vaticano II esa era la fecha fija del bautismo de Jesús. Los días trece de cada mes se baja de su altar para que los romeros puedan besar su pie.

## Horario del Oratorio
- Mañanas de 8 a 14 h y tardes de 16 a 20 h. Día 13 de cada mes: 8 a 20 h.
- Misas: diario: 8:30 y 11:30 h Sábados: 11:30 h. Domingos y festivos: 9:30 y 11:30 h.